# Сахзавод
Сахзаво́д — посёлок сельского типа Вертуновского сельсовета Бековского района Пензенской области.

## География
Посёлок Сахзавод расположен на юге Бековского района, расстояние до административного центра сельсовета с. Вертуновка — 2 км, расстояние до районного центра пгт Беково — 12 км, до областного центра г. Пенза — 166 км.

## История
Основан в 1936 году в связи со строительством сахарного завода. В 1968 году — в составе Вертуновского сельсовета Бековского района.

## Население
| Численность населения | Численность населения | Численность населения | Численность населения |
| 1939                  | 1959                  | 1979                  | 1989                  |
| --------------------- | --------------------- | --------------------- | --------------------- |
| 1065                  | ↗1498                 | ↗2216                 | ↘2167                 |
| 1998                  | 2004                  | 2007                  | 2010                  |
| ↘2162                 | ↘1992                 | ↘1900                 | ↘1842                 |

## Экономика
На территории посёлка располагается крупное в области предприятие по переработке сахарной свёклы ООО «Бековский сахарный завод», выпускающий сахар-песок, патоку и жом.

## Инфраструктура
В посёлке имеются дом культуры, библиотека, врачебная амбулатория, аптека, детский сад, средняя школа, почтовое отделение, кафе, отделение Сбербанка России. Посёлок газифицирован, имеется централизованное водоснабжение.
В 2 км севернее посёлка проходит автомобильная дорога с асфальтовым покрытием «Беково — Сосновка — Варварино», по территории посёлка — асфальтированная автодорога «Вертуновка — Нестеровка». В 6 км от посёлка Сахзавод расположена железнодорожная станция Вертуновская Юго-Восточной железной дороги, обеспечивающая пассажирское сообщение, грузовое сообщение осуществляется по железнодорожной ветке Вертуновская — Беково ( в том числе ветка на ООО «Бековский сахарный завод»).

## Достопримечательности
- Братская могила воинов, умерших от ран в эвакогоспитале при посёлке Сахзавод.

## Улицы
- ул. 2 Отделение;
- ул. Вишнёвая;
- ул. Заводская;
- пер. Заводской;
- ул. Зелёная;
- ул. Молодёжная;
- ул. МТФ;
- ул. Новая;
- ул. Огородная;
- ул. Первомайская;
- ул. Перспективная;
- ул. Совхозная;
- ул. Центральная;
- пер. Центральный;
- ул. Школьная.